# Nick Begich III

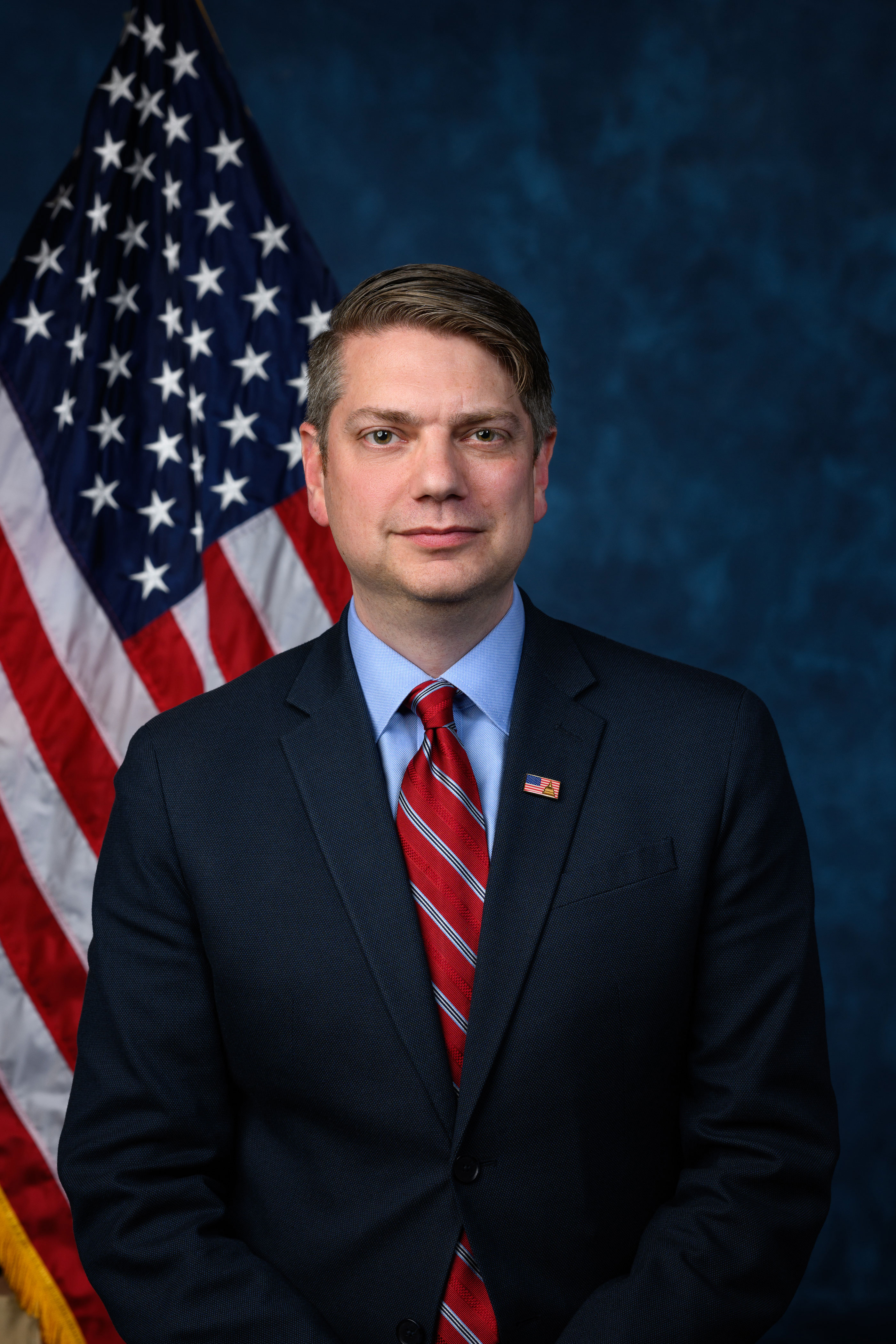
Nick Begich III (2025)

Nicholas „Nick“ Begich III (* 27. Oktober 1977 in Anchorage, Alaska) ist ein US-amerikanischer Politiker der Republikanischen Partei. Bei den Wahlen 2024 wurde er gewählt, den Bundesstaat Alaska im Repräsentantenhaus der Vereinigten Staaten zu vertreten.

## Leben
Nick Begich III ist der Enkel des demokratischen Politikers Nick Begich, der ebenfalls, bis zu seinem Tod 1972, Alaska im Repräsentantenhaus vertreten hatte. Sein Onkel Mark Begich war demokratischer US-Senator und sein Onkel Tom Begich war demokratisches Mitglied des Senats von Alaska. Er wuchs bei seinen Großeltern mütterlicherseits auf.
Begich studierte zunächst an der Baylor University und schloss dort mit einem Bachelor ab. An der Indiana University studierte er bis zum Master of Business Administration. Danach gründete er das Unternehmen FarShore Partners, ein Technologieunternehmen.

## Politik
Er bezeichnet sich im Gegensatz zu seiner Familie väterlicherseits als lebenslangen Republikaner. Für die Partei saß er im Finanzausschuss der Republikanischen Partei von Alaska. Er war Co-Vorsitzender des Wahlkampfteams des Republikaners Don Young bei der Wahl zum Repräsentantenhaus der Vereinigten Staaten 2020.
Nick Begich III bewarb sich 2016 erfolglos um einen Sitz im Stadtrat von Anchorage.
Nach dem Tod des Abgeordneten Don Young 2022 bewarb er sich mit 47 weiteren Personen um die Nachfolge als Mitglied im US-Repräsentantenhaus in einer Nachwahl für die verbleibende Legislaturperiode im 117. Kongress sowie im Rahmen der regulären Wahl zum Repräsentantenhaus für die folgende Legislaturperiode im 118. Kongress. 
In der Vorwahl zur Nachwahl qualifizierten sich Begich mit 19,1 % hinter Sarah Palin (27,0 %) und vor dem Unabhängigen Al Gross (12,6 %) und der Demokratin Mary Peltola (10,1 %) für die seit 2020 geltende abschließende Rangfolgewahl im August 2022. Die Hauptwahl im August konnte Peltola dann für sich entscheiden und wurde damit die erste Demokratin im Repräsentantenhaus für Alaska seit Begichs Großvater.
Sarah Palin, Mary Peltola, Nick Begich und die Republikanerin Tara Sweeney qualifizierten sich im August in der Vorwahl zum Sitz im Repräsentantenhaus im 118. Kongress. Palin und Begich riefen sich im weiteren Wahlkampf zum 118. Kongress gegenseitig auf, sich aus der Wahl zurückzuziehen, um das republikanische Stimmengewicht im November nicht zu spalten, blieben aber beide im Rennen. Bei der Rangfolgewahl im November erreichte Begich nur den dritten Platz, Peltola könnte auch diese Wahl für sich entscheiden.
Bei der Wahl 2024 konnte Begich 48,4 % der Stimmen der ersten Wahl auf sich vereinigen, unter Berücksichtigung der Stimmen der zweiten Wahl ausgeschiedener Kandidaten erhielt er 51,3 % und Amtsinhaberin Peltola 48,7 %. Er gewann damit die Wahl in Alaska zur Vertretung im 119. Kongress der Vereinigten Staaten.